# Rupicapnos
Rupicapnos és un gènere de plantes endèmic de la regió mediterrània que consta d'unes 34 espècies pertany a la família fumariàcia.

## Algunes espècies
- Rupicapnos africana Pomel
- Rupicapnos ambigua Pugsley
- Rupicapnos anomala Pugsley
- Rupicapnos argentea Pugsley
- Llista d'espècies